# Rye (Colorado)
Rye es un pueblo ubicado en el condado de Pueblo en el estado estadounidense de Colorado. En el Censo de 2010 tenía una población de 153 habitantes y una densidad poblacional de 621,83 personas por km².

## Geografía
Rye se encuentra ubicado en las coordenadas 37°55′17″N 104°55′56″O / 37.92139, -104.93222. Según la Oficina del Censo de los Estados Unidos, Rye tiene una superficie total de 0.25 km², de la cual 0.25 km² corresponden a tierra firme y (0%) 0 km² es agua.

## Demografía
Según el censo de 2010, había 153 personas residiendo en Rye. La densidad de población era de 621,83 hab./km². De los 153 habitantes, Rye estaba compuesto por el 94.77% blancos, el 0% eran afroamericanos, el 1.31% eran amerindios, el 0% eran asiáticos, el 0% eran isleños del Pacífico, el 3.27% eran de otras razas y el 0.65% pertenecían a dos o más razas. Del total de la población el 15.03% eran hispanos o latinos de cualquier raza.